# Michael Walzer
Michael Walzer (New York, 3 marzo 1935) è un filosofo statunitense che si occupa di filosofia politica, sociale e morale.

## Biografia
Di famiglia ebrea, è professore emerito all'Institute for Advanced Study di Princeton (New Jersey). Pensatore eclettico e difficilmente inquadrabile, ha trattato un'ampia gamma di argomenti, tra cui la teoria della guerra giusta, il nazionalismo, il tribalismo, la giustizia distributiva, la critica sociale, il radicalismo politico e la tolleranza. Oltre all'attività accademica, è impegnato come redattore capo di Dissent, una rivista della sinistra americana, e collabora con The New Republic. È anche direttore editoriale della rivista accademica Philosophy & Public Affairs. Ad oggi ha scritto ventisette monografie e pubblicato più di trecento tra articoli, saggi e recensioni. È membro di diverse associazioni filosofiche tra cui l'American Philosophical Society.
Walzer è normalmente considerato uno degli esponenti di spicco della corrente "comunitaria" del pensiero politico contemporaneo, insieme ad Alasdair MacIntyre e Michael Sandel, benché questa etichetta non gli si adatti completamente: il suo obiettivo è infatti una sintesi tra il socialismo democratico e i principi-cardine del liberalismo, tra il ruolo centrale della comunità e le prerogative individuali. Nella concezione walzeriana, la filosofia politica deve essere radicata nella cultura e nella tradizione particolari di una società, e non deve peccare di eccessiva astrattezza. Nell'importante opera The Revolution of the Saints: A Study in the Origins of Radical Politics  (1965) Walzer indaga la natura rivoluzionaria del movimento puritano e le sue connessioni storiche col giacobinismo e il bolscevismo. Scrive Walzer che i puritani sono "i costruttori di un sistema repressivo - non molto diverso, nella sostanza, da quello dei giacobini francesi e dei bolscevichi russi".
I suoi più importanti contributi comprendono: una revisione della teoria della "guerra giusta" che si sofferma sull'importanza della morale in tempo di guerra; la teoria della "uguaglianza complessa", che lega il concetto di giustizia distributiva a quello di "sfere di giustizia" e "significato sociale dei beni"; un'idea di critica sociale "immanente" che trae i propri standard critici dalla cultura condivisa di una comunità; un'originale trattazione del problema dell'universalismo, inteso in senso "reiterativo".
È l'inventore della definizione di americani con il trattino per definire gli americani come un popolo multietnico.
Il 23 ottobre 2008 è stato insignito della Laurea honoris causa in Giurisprudenza all’Università di Modena e Reggio Emilia.

## Sfere di giustizia
Le teorie distributive precedenti (come il principio di differenza di John Rawls o il meccanismo dell'asta in Ronald Dworkin) sono teorie moniste, cioè teorie che considerano i beni da distribuire come un qualcosa di omogeneo, alla stregua di una "manna dal cielo" di cui ogni individuo dispone poi nel modo che preferisce. Walzer, al contrario, nella sua tesi relativamente alla natura ontologica dei beni sociali sostiene che questi non siano tra loro commensurabili: il bene salute e il bene denaro, ad esempio, non si possono confrontare né scambiare come fossero lo stesso oggetto. Questo poiché il significato dei beni secondo Walzer è socialmente costruito: attorno ad ogni bene sociale si costruiscono delle sfere sociali comprensive dei significati, delle pratiche, delle istituzioni e dei professionisti di quel bene; inoltre ogni società dà ai beni di cui ha bisogno valori diversi derivanti dalla tradizione, storia e narrazione di quella comunità. In termini più concreti, osserviamo che attorno al bene "denaro" ogni società sviluppa la propria sfera del mercato, così come attorno al bene "salute" alcune società costruiscono una concezione della sanità pubblica, altre privata, un sistema di assicurazioni, un'istituzione per l'istruzione dei medici e via discorrendo.
Secondo Walzer ogni sfera sociale costruita attorno ad un bene contiene in sé un criterio di distribuzione appropriato per quel bene, cioè vi è pluralismo dei criteri di distribuzione. Ad esempio, potremmo sostenere che il criterio distributivo del bene "salute" è il bisogno, mentre il criterio distributivo dell'educazione dovrebbe essere il merito, e così via. Così come i beni sociali non sono tra loro commensurabili, anche i diversi criteri di distribuzione non sono scambiabili tra loro. Il filosofo politico, secondo Walzer, dovrebbe adottare un approccio ermeneutico e "calarsi" all'interno di ogni sfera sociale, ricostruirne i significati e individuare per ogni bene il criterio distributivo ad esso più appropriato.
Walzer considera inoltre il rischio che un certo bene sociale possa divenire tirannico: ciò avviene quando tale bene è in posizione dominante rispetto agli altri, ovvero quando tramite quel bene si riesce ad acquistare la precedenza per l'accesso agli altri beni sociali. Potremmo assumere che il bene dominante nella nostra società sia il denaro: esso è in posizione tirannica poiché il possesso di denaro permette di accedere in maniera preferenziale alla salute (scavalcando il bisogno) o all'educazione (a prescindere dal merito). In Walzer l'ingiustizia si configura come la tirannia del bene dominante: ciò che scandalizza il nostro senso di giustizia è che chi "vince" in un campo (cioè, in questo caso, chi accumula più denaro) riesce ad acquistare la "vittoria" in tutti gli altri campi.
Compito della politica nonché, secondo Walzer, arte del liberalismo è il riuscire a tenere separate le sfere sociali con un appropriato policing dei confini, così da garantire l'eguaglianza complessa: pluralità di beni, pluralità di sfere, pluralità di criteri distributivi; pur non essendo nessuno identico agli altri, nessuno avrà troppo rispetto agli altri.

## Opere
- The Revolution of the Saints: A Study in the Origins of Radical Politics, Harvard University Press, 1965; tr. it. La rivoluzione dei santi. Il puritanesimo alle origini del radicalismo politico, Claudiana Editrice, Roma, 2000.
- Obligations: Essays on Disobedience, War and Citizenship, Harvard University Press, 1970, ISBN 0-674-63025-4
- Political Action, Quadrangle Books, 1971.
- Regicide and Revolution, Cambridge University Press, 1974.
- Guerre giuste ed ingiuste, Liguori, 1990 (ed. originale Basic Books, 1977).
- Radical Principles, Basic Books, 1977.
- Sfere di giustizia, Feltrinelli, 1987 (ed. originale Basic Books, 1983).
- Esodo e rivoluzione, Feltrinelli, 1986 (ed. originale Basic Books, 1985)
- L'intellettuale militante. Critica sociale e impegno politico nel Novecento, il Mulino, 1991.
- Che cosa significa essere americani (a cura di Nadia Urbinati), Marsilio Editore, 1992.
- Sulla tolleranza, Laterza, 2000 (ed. originale Yale University Press, 1997).
- Ragione e passione, Feltrinelli, 2001 (ed. originale Fischer Taschenbuch Verlag, 1999, in tedesco)
- Sulla guerra, Editori Laterza, Bari, 2006 (ed. originale Yale University Press, 2004).
- Pensare politicamente, Laterza, 2009 (ed. originale Yale University Press, 2007).
- All'ombra di Dio. Politica nella Bibbia ebraica, Claudiana, 2013 (ed. originale Yale University Press, 2012).
- The Paradox of Liberation, Yale University Press, 2015.
- Una politica estera per la sinistra, Raffaello Cortina Editore, Milano, 2018 (ed. originale Yale University press, New Haven, 2018).
- Azione politica. Guida pratica per il cambiamento, Luiss University Press, 2021 (ed. originale New York Review Books Classics, 2019).
- Che cosa significa essere liberale, Raffaello Cortina Editore, Milano, 2023.